# Хвощівка (заказник)
Хво́щівка — гідрологічний заказник місцевого значення в Україні. Розташоване в межах Хорольського району Полтавської області, на північ від села Хвощівка. 
Площа 120 га. Статус присвоєно згідно з рішенням облвиконкому від 17.04.1992 року. Перебуває у віданні ДП «Лубенський лісгосп» (Хорольське л-во, кв. 50). 
Статус присвоєно для збереження лучно-болотного природного комплексу (разом з розрідженими перелісками) на правобережжі річки Хорол.